# Cowboys & Indians
Cowboys & Indians (срп. Каубоји и индијанци) је први студијски соло албум македонског гитаристе Влатка Стефановског. Албум садржи 11 (касета) (на ЦД-у 12) песама од којих је највећи хит Кандилце (мкд. Лампиони). Већи хитови су насловна нумера, Кисело-весело, Мирно лето охридско…

## О албуму
Сарадници су били Горан Бреговић, Ана Костовкса, Гоце Димитровски, Мите Димовски, Златко Ориђански… Албум је посвећен ауторовој жени.

## Листа песама
Аутор(и) свих текстова и песама: Влатко Стефановски. 
| №   | Назив               | Трајање |  |
| 1.  | Алтана              | 3:10    |  |
| 2.  | Cowboys & Indians   | 3:51    |  |
| 3.  | Кисело-весело       | 2:57    |  |
| 4.  | Summer '90          | 4:51    |  |
| 5.  | Мирно лето охридско | 3:57    |  |
| 6.  | Сарајево            | 4:15    |  |
| 7.  | Magic bus           | 6:57    |  |
| 8.  | Open road           | 4:12    |  |
| 9.  | Кандилце            | 4:37    |  |
| 10. | Siesta              | 4:07    |  |
| 11. | Lullaby for Ana     | 2:59    |  |
| 12. | Red blues           | 4:03    |  |

## Спотови
- Кандилце[3]
- Кисело-весело[4]
- Open Road[4]